# NGC 3378
NGC 3378 is een balkspiraalstelsel in het sterrenbeeld Luchtpomp. Het hemelobject werd op 1 februari 1835 ontdekt door de Engelse astronoom John Herschel.

## Synoniemen
- ESO 318-12
- MCG -7-22-29
- IRAS10444-3945
- PGC 32189